# Маттіас Зайдль
Маттіас Зайдль (нім. Matthias Seidl, нар. 24 січня 2001, Кухль, Австрія) — австрійський футболіст, атакувальний півзахисник віденського «Рапіда» та національної збірної Австрії.

## Ігрова кар'єра

### Клубна
Маттіас Зайдль народився в містечку Кухль, що у федеральній землі Зальцбург. Грати у футбол починав у місцевому клубі в нижчих дивізіонах Австрії.
Перед сезоном 2021/22 Зайдль приєднався до клубу Другої Бундесліги «Блау-Вайсс» з Лінца. У сезоні 2022/23 Маттіас був одним зключових гравців основи команди, який сприяв перемозі у Другій Бундеслізі і підвищенню до елітного дивізіону.
Влітку 2023 року Зайдль перейшов до столичного «Рапіда». 23 липня 2023 року півзахисник дебютував у новій команді у матчі на Кубок Австрії. А за п'ять днів Маттіас зіграв першу гру в австрійській Бундеслізі.

### Збірна
12 вересня 2023 року у матчі відбору до чемпіонату Європи 2024 року проти команди Швеції Маттіас Зайдль дебютував у національній збірній Австрії.
Влітку 2024 року тренер збірної Австрії Ральф Рангнік вніс Маттіаса Зайдля в список гравців для участі у Євро-2024.

## Досягнення
Блау-Вайсс (Лінц)
- Переможець Другої Бундесліги: 2022/23